# Dorylaea vietnamica
Dorylaea vietnamica är en kackerlacksart som beskrevs av Bei-Bienko 1970. Dorylaea vietnamica ingår i släktet Dorylaea och familjen storkackerlackor.
Artens utbredningsområde är Vietnam. Inga underarter finns listade i Catalogue of Life.